# Buntleguan

Weibchen in Terrariumhaltung

Männchen in Terrariumhaltung

Der Buntleguan (Polychrus marmoratus), auch als Falsches Chamäleon bezeichnet, ist eine Echse aus der sechs Arten umfassenden Gattung der Buntleguane (Polychrus). Sie lebt in den Baumkronen südamerikanischer Regenwälder.

## Merkmale
Der Buntleguan erreicht eine Gesamtlänge von 25 bis 30 Zentimetern; davon nimmt der Schwanz zwei Drittel ein. Er hat einen recht schlanken Körperbau, wobei die Männchen etwas kräftiger wirken. Der Kopf ist verhältnismäßig spitz und erinnert etwas an Anolis-Arten. Der Rumpf ist seitlich abgeflacht, die Gliedmaßen sind relativ dünn. Die Färbung dieser Echsen ist individuell variabel und dabei stimmungs- und aktivitätsabhängig. Die Rumpffarbe changiert zwischen dunkel- und hellgrün; die Bauchfarbe setzt sich heller davon ab. Als Zeichnung finden sich am Rumpf dunklere, gezackte, etwas schräg verlaufende Querbinden. Der Schwanz weist eine marmorierte Fleckung auf.

## Vorkommen, Lebensweise
Der Buntleguan kommt in Tieflandregenwäldern Südamerikas vor, so in Peru, Ecuador, Kolumbien, Süd-Venezuela, Trinidad und Tobago, Guyana, Suriname, Französisch-Guyana, Nord-Brasilien und möglicherweise auch in Bolivien. Er hält sich vorwiegend im Kronendach der Bäume auf, wo er meist reglos verharrt.
Mit ihren gegenüberstellbaren Greifzehen hat sich die Art an das Leben im dünnen Geäst angepasst und erinnert auch in anderen Merkmalen, etwa der Färbung und den vorsichtigen, langsamen Bewegungen, an die altweltlichen Chamäleons. Sie sind tagaktiv, aber dennoch extrem scheue Fluchttiere, welche von vielen Beutegreifern (Greifvögel, Katzen etc.) verfolgt werden. Bei der Flucht stellen sie sich auf ihre Hinterbeine und stützen sich mit dem langen Schwanz ab, bevor sie zum nächsten Ast springen. Buntleguane selbst stellen aktiv kleineren Wirbellosen (Insekten etc.) nach.

## Fortpflanzung, Individualentwicklung
Nach einer Trächtigkeit von einigen Wochen werden bis zu 10 weichschalige Eier vergraben, aus denen nach 60 bis 70 Tagen die Jungen schlüpfen. Diese erreichen etwa sieben Monate später die Geschlechtsreife. Das durchschnittliche Lebensalter beträgt ca. fünf Jahre.

## Parasiten
Typische, beim Buntleguan parasitierende Fadenwürmer  sind Pseudostrongyluris polychrus, Oswaldofilaria azevedoi und Piratuba lainsoni.